# Natalja Jewgenjewna Garschina-Engelhardt
Natalja Jewgenjewna Garschina-Engelhardt, auch Garschin von Engelhardt, geboren Natalja Jewgenjewna Garschina, (russisch Наталья Евгеньевна Гаршина-Энгельгардт, урожд. Наталья Евгеньевна Гаршина; * 2. Novemberjul. / 14. November 1887greg. in St. Petersburg; † 17. November 1930 in Leningrad) war eine russische bzw. sowjetische Klassische Archäologin.

## Leben
Garschina war die Tochter des Literaturkritikers und Herausgebers Jewgeni Garschin, Nichte des Schriftstellers Wsewolod Garschin und Cousine des Anatomen Wladimir Garschin und des Marineoffiziers Michail Garschin. Garschinas Mutter Wera Michailowna Solotilowa (1862–1920), Absolventin der Bestuschew-Kurse, verließ einige Monate nach der Eheschließung vor der Entbindung wegen Konflikten mit der Schwiegermutter ihren Mann und zog zu ihrer Schwester Nadeschda, Semstwo-Ärztin des Gouvernements Wologda und Frau Wsewolod Garschins, wo sie dann als Leiterin des Semstwo-Buchmagazins arbeitete.
In Wologda schloss 1903 Garschina den Besuch des 7-Klassen-Marien-Mädchengymnasiums mit der Goldmedaille ab. 1905 bis 1906 war sie Gasthörerin an der Universität Wien in der Philosophischen Fakultät und studierte die Deutsche Philosophie. Darauf studierte sie 1907 bis 1913 in St. Petersburg an den Bestuschew-Kursen in der Historisch-Philologischen Abteilung und spezialisierte sich am Lehrstuhl für Allgemeine Geschichte auf Geschichte der Antike und Klassische Archäologie. Sie blieb dann bei Michael Rostovtzeff am Lehrstuhl für Geschichte des antiken Roms und beschäftigte sich in Seminaren mit römischer Geschichte und Kunst.
Ab 1912 studierte Garschina unter der Leitung Eugen Pridiks und Oskar Waldhauers das antike Erbe in den Magazinen der Antikenabteilung der St. Petersburger Eremitage. Im Frühjahr 1914 wechselte sie in die Numismatik-Abteilung der Eremitage unter der Leitung Alexei Markows und Stepan Artemjewitsch Gamalow-Tschurews. Nach Absolvierung der Prüfungen an der Historischen Abteilung der Universität Petrograd erhielt sie das Diplom der Höheren Bildung.
Im Ersten Weltkrieg beteiligte sich Garschina ab 1916 an Ausgrabungen in Chersones und Kertsch, auf der Taman-Halbinsel und in Simferopol. Sie wurde 1916 an ihrem 29. Geburtstag zum Mitarbeitermitglied der Kaiserlichen Russischen Archäologischen Gesellschaft ernannt (1922 Vollmitgliedschaft der dann nur Russischen Archäologischen Gesellschaft). Im September 1917 erhielt sie die Anstellung in der Eremitage zunächst in der Antikenabteilung ohne Gehalt. Nach der Oktoberrevolution im Winter 1918 wurde sie Assistentin des Kustos der Antikenabteilung und der Numismatik-Abteilung. Im selben Jahr heiratete sie den Literaturwissenschaftler Boris Engelhardt (1887–1942) aus der deutsch-baltischen Adelsfamilie Engelhardt, den sie seit ihrer Zeit in Wologda kannte und durch den sie nun mit dem Dichter Nikolai Gumiljow verwandt war.
Im Bürgerkrieg erkrankte Garschina mit ihrem Mann schwer, sodass sie beurlaubt wurde. Ab 1920 arbeitete sie wieder in der Eremitage und wurde 1926 Assistentin des Kustos der Abteilung für antike Münzen der Numismatik- und Glyptik-Abteilung. Ihr Forschungsschwerpunkt war die römische Ikonografie, insbesondere die Porträts auf Gemmen und Kameen. Sie wurde im September 1926 nach Sewastopol und Umgebung geschickt und im Oktober 1928 nach Gattschina, um in den dortigen Museen die Sammlungen der römischen Porträts und der Porträts auf Münzen des 2. und 3. Jahrhunderts zu studieren.
Im Januar 1930 wurde sie wegen Dienstunfähigkeit von der Eremitage entlassen. Der Grund ihrer Erkrankung ist nicht bekannt. Vermutet wurde eine psychische Erkrankung, und es gab Hinweise auf eine Bipolare Störung.
Am 14. November 1930 wurde im Zusammenhang mit dem großen Akademiker-Prozess 1929–1931 in Leningrad Garschinas Mann Boris Engelhardt von der OGPU verhaftet. Drei Tage später stürzte sich Garschina im Treppenhaus zu Tode (so hatte sich bereits ihr Onkel Wsewolod Garschin 1888 das Leben genommen). Boris Engelhardt wurde am 10. Februar 1931 zu 10 Jahren Lagerhaft verurteilt und wurde beim Bau des Weißmeer-Ostsee-Kanals eingesetzt. Er starb im blockierten Leningrad.